# Смертная казнь в Иране
Смертная казнь является одним из наказаний за тяжёлые уголовные преступления в Иране. Таким образом караются убийство, изнасилование, растление малолетних, педофилия, незаконный оборот наркотиков, вооружённое ограбление, похищение, терроризм, кража со взломом, кровосмешение, блуд, гомосексуальность, проституция, заговор с целью свержения исламского режима, политическое диссидентство, саботаж; поджог, мятеж, вероотступничество, прелюбодеяние, богохульство, вымогательство, подделка документов, контрабанда, спекуляция, рецидивное потребление алкоголя, производство или приготовление пищи, напитков, косметики или предметов гигиены, потребление которых приводит к смерти, производство и публикация порнографии, ложное обвинение в совершении тяжких сексуальных преступлений, повлекшее казнь невиновного, кража рецидивиста, некоторые военные преступления (например, трусость, помощь врагу), «ведение войны против Аллаха», «осквернение земли», шпионаж и измена.

## Количество казней
Считается, что Иран казнит больше всего людей в соотношении с общей численностью населения страны. В октябре 2011 года был опубликован отчёт Ахмеда Шахида, специального докладчика ООН по ситуации с правами человека в Иране задокументировал более 300 тайных казней в мешхедской тюрьме Вакилабад в 2010 году и по меньшей мере 146 тайных казней в 2011 году. В 2015 году было как минимум 977 казней, в 2016—567, в 2017—507. При этом власти страны настаивают на том, что цифры, которые называют правозащитные группы, преувеличены и что казни проводятся только «после длительного судебного процесса». Иранские официальные лица ссылаются на то, что их государство «ведёт крупномасштабную нарковойну вдоль своих восточных границ, и увеличение числа наркобаронов и торговцев вызывает рост казней». По данным BBC, Иран «проводит больше казней, чем любая другая страна, кроме Китая».
В 2022 году было совершено как минимум 553 казни, не менее 834 в 2023 году и не менее 226 в 2024. В 2023 году в Иране было казнено 74 % от всех казнённых в мире.